# Briennon
Briennon település Franciaországban, Loire megyében. Lakosainak száma 1718 fő (2022. január 1.). Briennon Iguerande, Melay, La Bénisson-Dieu, Noailly, Mably, Vougy, Pouilly-sous-Charlieu, Saint-Nizier-sous-Charlieu és Saint-Pierre-la-Noaille községekkel határos.

## Népesség
A település népességének változása:
| Lakosok száma | 1237 | 1580 | 1652 | 1704 | 1721 | 1699 | 1692 | 1719 | 1719 | 1718 |
|               | 1968 | 1982 | 1990 | 2006 | 2013 | 2015 | 2017 | 2019 | 2020 | 2022 |